# Praedora leucophaea
Praedora leucophaea là một loài bướm đêm thuộc họ Sphingidae. Loài này có ở các khu vực bụi rậm từ bắc Nam Phi đến Kenya.
Chiều dài cánh trước khoảng 20–21 mm. Thân và cánh trước màu trắng hơi xám với các dải cắt nâu sáng. Cánh sau màu xám nhạt đồng nhất.